# Richard von Schaukal
Richard (von) Schaukal (27. května 1874 Brno – 10. října 1942 Vídeň) byl rakouský právník, spisovatel, básník, překladatel a kritik.

## Životopis
Richard Schaukal byl synem brněnského obchodníka, císařského rady Franze Schaukala (1844–1908) a Wilhelminy rozené Seidlové. Měl sestru Carolinu (1877–1915).
Po ukončení školní docházky v Brně vystudoval práva na univerzitě ve Vídni a poté nastoupil do státní služby. V roce 1898 získal doktorát práv a v roce 1899 byl přeložen na okresní hejtmanství v moravském Weißkirchenu. V tomto roce se oženil s Franciskou Hücklovou (1877–1959), dcerou kloboučnického továrníka, s níž měl tři děti: malíře Johanna Wolfganga (1900–1981), Georga (1907–1983) a překladatelku Charlottu (1908–1993). Jeho kariéra státního úředníka byla mimořádně úspěšná; v roce 1903 byl jmenován členem ministerského prezidia ve Vídni, r. 1908 byl jmenován ministerským tajemníkem, r. 1909 sekčním radou a r. 1911 ministerským radou. Roku 1918 byl císařem Karlem povýšen do šlechtického stavu. Ve stejném roce opustil státní službu a od té doby působil jako básník, kritik a překladatel na „volné noze“.
Z Vídně Schaukal udržoval intenzivní kontakty s předními představiteli literární scény, např. si čile dopisoval s básníky Arthurem Schnitzlerem, Thomasem a Heinrichem Mannem, Rainerem Maria Rilkem, Hermannem Hessem, Karlem Krausem, Arno Holzem, Maxem Brodem, Ferdinandem von Saarem, Berthou von Suttner, Marií von Ebner-Eschenbach a Dorou Hohlfeld. Přátelské vztahy měl také s malíři a ilustrátory, například s Heinrichem Vogelerem, který ilustroval jeho básnickou sbírku Pierrot a Colombine (1902) nebo s Alfredem Kubinem.
Schaukalův charakter, stejně jako psaní, nebyl soudržný a jednotný; často mu lze vyvrátit jeho vlastní tvrzení. Např. srovnáním jeho přísné stylově-kritické poznámky, (ornamentální kritika dramatika Karla Krause nebo architekta Adolfa Loose) – s impresionisticky zabarvenými literárními díly, (novela Mimi Lynx, rané básně).
Ve své mnohostranné činnosti spisovatele, překladatele, recenzenta a kulturního kritika byl stejně konzervativní jako pokrokový. Protože citlivě registroval a produktivně realizoval různé vlivy své doby, byl seismografickou postavou nejen přelomu století ve Vídni, ale i evropské kultury kolem roku 1900. Historik Gordon A. Craig ho, podobně jako jeho německé současníky, považoval za člověka, který se vyznačuje apolitičností.
Schaukalovo dílo, zaměřené na poezii a novelistiku, čítá přes 75 děl; rané básně se orientovaly na francouzskou symbolistickou poezii, kterou také nejraději překládal, a vyznačují se dusnou mladistvou vášní a elitářskou izolací od mas, zejména básnická sbírka Meine Gärten. Einsame Verse (1897). Jeho psaní se také točilo kolem pólů lásky a smrti, které byly pro tehdejší dobu typické a které se projevily v jeho básních i v novelistické sbírce Eros Thanatos (1906). Ve sbírce próz Von Tod zu Tod (1902) existují k některým povídkám ilustrace Josepha Beuyse.
Jeho pravděpodobně nejznámější prozaický text Leben und Meinungen des Herrn Andreas von Balthesser (1907) popisuje život dandyho v glosách, dialozích, dopisech a břitkých aforismech. Andreas von Balthesser, „nejskvělejší dandy rakouské poezie“, jak ho nazval Peter Härtling, představuje dekadentně přehnaně sofistikovaný životní styl, je nadřazený, debilní, elitářský a nenávidí společnost, kterou však nechce minout. Středem zájmu je jeho zevnějšek, který s velkým úsilím inscenuje. Nicméně dandy věnuje pozornost i svému chování, způsobům a jazyku; dandysmus je ideologie.
Sdílel nadšení z první světové války s mnoha intelektuály, což se projevilo v jeho Eherne Sonetten (1915). Podobně jako Hugo von Hofmannsthal, Alexander Lernet-Holenia nebo Anton Wildgans se nedokázal smířit s pádem dunajské monarchie a jako přesvědčený Rakušan a monarchista psal kontemplativní texty s katolicko-filozofickým nádechem i životopisné příběhy.
Richard Schaukal zemřel v roce 1942 ve Vídni, kde žil se svou rodinou na adrese Cobenzlgasse 42 v Döblingu v XIX. vídeňském obvodu. Byl pohřben na hřbitově v Grinzingu. V roce 1973 byla po něm pojmenována ulice Schaukalgasse ve Vídni-Hernalsu (17. obvod).

### Společnost Richarda von Schaukala
Byla založena na univerzitě v Kasselu v září 1996. Její hlavní publicistickou činností je vydávání ročenky Eros Thanatos. Obsahuje literární eseje a aktuální články ke studiu Schaukalova díla a literatury vídeňské moderny. Kromě toho společnost pořádá autorská čtení a výstavy a shromažďuje filologický materiál o Schaukalově životě, prostředí a recepci.

## Dílo (výběr)
- Gedichte, 1893
- Verse (1892–1896) – Brünn: Rudolf M. Rohrer, 1896[2]
- Meine Gärten, 1897 (Gedichte)
- Tristia, 1898 (Gedichte)
- Tage und Träume, 1899 (Gedichte)
- Sehnsucht, 1900 (Gedichte)
- Intérieurs aus dem Leben der Zwanzigjährigen, 1901
- Von Tod zu Tod und andere kleine Geschichten, 1902
- Das Buch der Tage und Träume. Leipzig, Seemann, 1902 [Erweiterte Ausgabe von 'Tage und Träume'].
- Pierrot und Colombine oder das Lied von der Ehe, 1902
- Mimi Lynx, 1904 (Novelle), zusammen mit Die Sängerin wieder Carl Böschen Verlag, Siegen 1999
- Eros Thanatos, 1906 (Novellen)
- Kapellmeister Kreisler. Dreizehn Vigilien aus einem Künstlerdasein, 1906 online – Internet Archive
- Leben und Meinungen des Herrn Andreas von Balthesser eines Dandy und Dilettanten, 1907, zuletzt Edition Atelier, Wien 2013
- Giorgone oder Gespräche über die Kunst, 1907
- Buch der Seele, 1908 (Gedichte)
- Vom unsichtbaren Königreich, 1910
- Die Märchen von Hans Bürgers Kindheit, 1913
- Kindergedichte, 1913
- Eherne Sonette, 1914
- Herbst, 1914 (Gedichte)
- Das Buch Immergrün, 1915
- Heimat der Seele, 1916 (Gedichte)
- Dionys-bácsi, 1922 (Novellen)
- Jahresringe, 1922 (Gedichte)
- Herbsthöhe, 1933 (Gedichte)
- Frühling eines Lebens, 1949 (Memoiren)
- Über Dichter in: Reihe Werke in Einzelausgaben Langen-Müller, München 1966 (Vier Bände in der Reihe ersch., ohne Nr.) über Altenberg, Hans Christian Andersen, Otto Julius Bierbaum, Wilhelm Busch, Dostojewski, Ebner-Eschenbach, Flaubert, Anatole France, Gide, Bogumil Goltz, Grillparzer, Johann Peter Hebel, Hugo von Hofmannsthal, Gottfried Keller, Heinrich von Kleist, Karl Kraus, Conrad Ferdinand Meyer, Eduard Mörike, Nestroy, Jean Paul, Edgar Allan Poe, Wilhelm Raabe, Adalbert Stifter, Vergil, Frank Wedekind, Oscar Wilde
- Meine Gärten. Einsame Verse. Herausgegeben von Andreas Wicke und Ingo Warnke, Carl Böschen Verlag, Siegen 2002

### V češtině
- Mimi Lynxová – úvod František Sekanina; přeložila Karla Tavíková; in: 1000 nejkrásnějších novel... č. 63. Praha: J. R. Vilímek, 1914

### Monografie
- Michael A. Burri: Mobilizing the aristocrat. Pre-war Vienna and the poetics of belligerence in Herzl, Hofmannsthal, Kraus and Schaukal. Dissertation, University of Pennsylvania 1993.
- Thomas Mann (Autor), Claudia Girardi (Hrsg.): Briefe an Richard Schaukal (Thomas-Mann-Studien; 27). Klostermann Verlag, Frankfurt/M. 2003
- Cornelius Mitterer: Im Leben der Anderen. Richard Schaukals literarisches Feld und Netzwerk. Dissertation, Universität Wien 2017.
- Karl Johann Müller: Das Dekadenzproblem in der österreichischen Literatur um die Jahrhundertwende, dargelegt an Texten von Hermann Bahr, Richard von Schaukal, Hugo von Hofmannsthal und Leopold von Andrian (Stuttgarter Arbeiten zur Germanistik; 28). Verlag Heinz, Stuttgart 1977
- Dominik Pietzcker: Richard von Schaukal. Ein österreichischer Dichter der Jahrhundertwende Verlag Königshausen & Neumann, Würzburg 1997 (zugl. Dissertation, Universität Freiburg/B. 1996).
- Claudia Warum: Richard von Schaukal als Kritiker und Übersetzer aus dem Französischen. Dissertation, Universität Wien 1993.